# 宮坂ゆり
宮坂 ゆり（みやさか ゆり、1975年9月11日 - ）は、日本の元AV女優。
別名で沢井リサとしても活動していた。

## 作品

### アダルトビデオ
沢井リサ名義
- 1995年
  - デビューりさ18歳（7月20日、メシア）
  - パーフェクトボディ・危険な恋人（8月22日、メシア）
  - ヌードルNo.1 【お楽しみのフルコース】（10月12日、メシア）
- 1996年
  - 一発入根 オナッタリーナ（1月25日、メシア）

宮坂ゆり名義
- 1996年
  - 魔性の生贄（3月28日、メシア）
  - 媚肉獣（6月6日、メシア）
  - むれ濡れマンドール（11月9日、クィーン）
  - 満淫御礼悶絶パニック（12月21日、クィーン）
- 1997年
  - 家庭教師ゆり（3月1日、クィーン）
  - エスパーゆり（6月21日、クィーン）